# امور مالی دولتی
مالیه دولتی یا امور مالی دولتی علمی است که به مطالعه نقش دولت در اقتصاد می‌پردازد.
دامنه شمول مالیه دولتی سه حوزه است: اثرات دولتی بر (۱) تخصیص بهینه منابع، (۲) توزیع درآمد و (۳) پایدارسازی اقتصاد کلان